# 한예준
한예준(1996년 1월 11일 ~ )은 대한민국의 배우 겸 모델이다.

## 출연작

### 드라마
- 2014년 JTBC 화요드라마 《선암여고 탐정단》 - 하라온 역

### CF
- NBA 의류 지면광고
- 옵티머스
- 스프라이트
- G마켓